# Álvar Núñez Osorio
Álvar Núñez Osorio (m. Castillo de Belver de los Montes, 1329) fue un ricohombre leonés, hijo de Álvar Rodríguez Osorio, señor de Villaornate y también ricohombre del reino de León, y de Elvira Núñez.
Fue privado y mayordomo mayor del rey Alfonso XI de Castilla y conde de Trastámara, Lemos y Sarria, señor de Cabrera y Ribera,  adelantado mayor de León, justicia mayor de la Casa del Rey, camarero mayor del rey, adelantado mayor de la frontera de Andalucía, pertiguero mayor de Santiago y freire de la Orden de San Juan de Jerusalén.
En 1329 fue asesinado por orden de Alfonso XI de Castilla tras haberse rebelado contra el monarca.

## Biografía
Se desconoce su fecha de nacimiento. En agosto de 1325 Alfonso XI de Castilla cumplió catorce años y alcanzó la mayoría de edad. Don Juan Manuel, Juan de Haro y el infante Felipe de Castilla abandonaron entonces sus respectivos cargos de tutores del rey y entregaron al monarca las cartas blancas que tenían con el sello real.

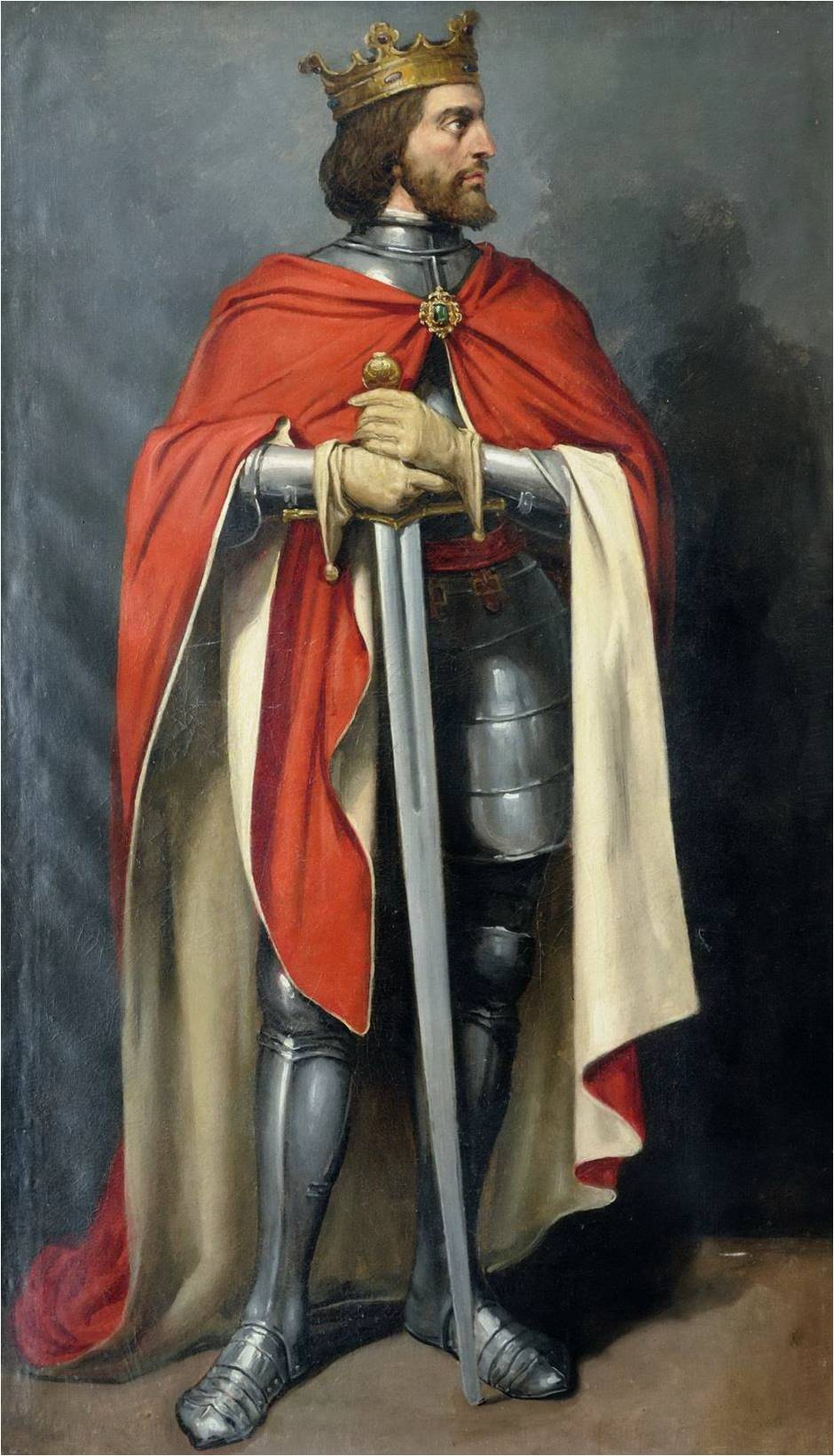
Retrato que representa al rey Alfonso XI, rey de Castilla y León

Uno de los primeros actos de Alfonso XI fue acabar con la influencia de sus antiguos tutores. Tratando de afirmar su independencia y la del poder real, el nuevo rey buscó gente nueva que le debiera a él su rango y posición en la Corte y no a su prestigio nobiliario. Los favorecidos por Alfonso XI fueron el castellano Garcilaso I de la Vega y el leonés Álvar Núñez Osorio, a quien colmó de todos los títulos y cargos más importantes de Galicia.
La elevación del leonés Álvar Núñez Osorio, vinculado a viejas familias gallegas, y la del castellano Garcilaso de la Vega a la privanza del rey Alfonso XI, no fue un acto precipitado del joven monarca, sino una acción bien meditada y en consonancia con la política general que siguió a lo largo de su reinado, consistente en robustecer el poder real frente a la levantisca nobleza y también frente a los antiguos reinos, como Galicia, o a los viejos señoríos autónomos, como el de Vizcaya.
Garcilaso de la Vega y Álvar Núñez Osorio habían militado en las banderas del infante Felipe, en las luchas por la tutoría de Alfonso XI, su nombramiento representaba un triunfo de este infante en la política del nuevo monarca castellano, y a la vez un desaire a los otros dos contendientes por la tutoría, Don Juan Manuel y Juan el Tuerto. Estos dos poderosos señores, despechados por los nombramientos de Alfonso XI, decidieron unir sus fuerzas para obligar al rey de Castilla a licenciar a sus privados y reconocer su autoridad y poder en el reino. Don Juan Manuel, como garantía de su alianza, le ofreció a Juan el Tuerto la mano de su hija Constanza, que estaba ya viuda.
Alfonso XI, consciente del peligro que para su gobierno suponía el consorcio de las fuerzas de Don Juan Manuel y Juan el Tuerto, se resolvió a impedirlo solicitando él mismo en matrimonio a Constanza. Don Juan Manuel, que no tenía otro deseo que ser poderoso en la Corte de Castilla, se olvidó de sus promesas respecto a Juan el Tuerto y aceptó gustoso la petición del rey castellano. Pero este matrimonio era un peligro para los planes de los favoritos reales, Garcilaso de la Vega y Álvaz Núñez Osorio, sobre todo para este último que era quien tenía más influencia en la Corte de Castilla. El matrimonio de Constanza con el rey Alfonso XI supondría un cambio radical de política y el triunfo de Don Juan Manuel.
Álvar Núñez Osorio, dándose cuenta de que este enlace sería el fin de su poder político con Alfonso XI, actuó con gran rapidez para proponerle al rey de Castilla un nuevo plan que acabaría para siempre con la influencia en Castilla de Juan el Tuerto y de Don Juan Manuel. Álvar trató entonces de encauzar la política castellana hacia una alianza más estrecha con Portugal. De este modo ganaba para su causa la ayuda y simpatía de la Corte portuguesa y, por otro, enemistaba al rey Alfonso XI con Don Juan Manuel, que era el pretendiente más peligroso para ser valido en la corte castellana.
El medio de lograr ambas cosas era casar a Alfonso XI con la princesa portuguesa María de Portugal, hija del rey Alfonso IV de Portugal. Tal matrimonio forzaba a Alfonso XI a repudiar la promesa que le había hecho anteriormente a Don Juan Manuel de casarse con su hija Constanza. Y un acto semejante supondría una afrenta al poderoso señor castellano que este no podría perdonar, sino limpiar con su rebeldía.
Para completar su plan, Álvar Núñez Osorio gestionó que el príncipe heredero de Portugal, el infante Pedro, se casara con Blanca de Castilla, hija del infante Pedro de Castilla. La contumacia en la rebeldía de los antiguos tutores, Don Juan Manuel y Juan el Tuerto, le hizo pensar al rey en matarlos para librar al reino de una perturbación permanente.
En 1325, según Francisco de Moxó, Alfonso XI nombró a su privado Álvar Núñez Osorio conde de Trastámara, Lemos y Sarria, aunque según otros autores recibió esos títulos en 1327.
En 1326 Juan el Tuerto fue a Toro, donde le esperaba el rey Alfonso XI, y allí fue asesinado por los sicarios reales, mandados por Álvar Núñez Osorio, el día de Todos los Santos. Con él el Rey mandó matar a otros dos caballeros leoneses que le acompañaban, García Fernández Sarmiento y Lope Aznares de Fermoselle. Alfonso XI recompensó a Álvar Núñez Osorio dándole todos los castillos y plazas que tenía Juan el Tuerto, muchas de ellas en el reino de León y en particular en la actual provincia de Zamora. Álvar Núñez Osorio, en posesión de los estados del asesinado Juan el Tuerto, se convirtió en uno de los señores más poderosos de Castilla y en el primero del reino de León, y en abril de 1327 falleció el infante Felipe, tío del rey Alfonso XI.
La muerte de Garcilaso de la Vega, ocurrida en Soria, dejó a Álvar Núñez Osorio como único privado del rey en la Corte castellana. Con el poder del nuevo magnate aumentó la hostilidad que sentían contra él los señores y las ciudades de los reinos de Castilla, principalmente del reino de León, donde tenía las posesiones confiscadas a Juan el Tuerto. Tan grande y general era la protesta contra el valido que en ella participaban numerosos familiares de Álvar Núñez Osorio.

Tomaron la voz de la protesta las ciudades de Toro y Zamora, que habían estado muy unidas a la causa del infante Juan de Castilla el de Tarifa, hijo de Alfonso X, y luego a la de su hijo Juan el Tuerto. Uno de los conspiradores más activos contra la privanza de Álvar Núñez Osorio era el gallego Fernán Rodríguez de Balboa, prior de la Orden de San Juan, que favorecía el partido de don Juan Manuel. El Prior de San Juan se apoderó primero del alcázar de Zamora alzándose contra el rey a fin de que el monarca castellano expulsara al valido de la Corte. La ciudad de Zamora en pleno se sumó a su rebeldía. Los partidarios de Álvar Núñez Osorio en la Orden de San Juan solicitaron del rey la destitución de su maestre y la elección de Álvar Núñez de Sarria para el Maestrazgo de la Orden.

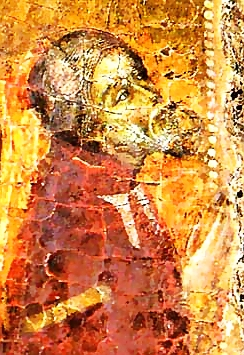
Retrato que se supone representa a Don Juan Manuel, hijo del infante Manuel de Castilla, y nieto del rey Fernando III el Santo. (Catedral de Murcia).

Los enemigos de Álvar Núñez Osorio, para malquistarlo con el rey inventaron que el privado aspiraba a casarse con la infanta Leonor de Castilla, hermana de Alfonso XI quien había enviado a su tesorero el judío Yusuf de Ecija a Valladolid, para que recogiera a la infanta Leonor, la cual debía acompañar a su hermano a Aguinaldo, en la frontera portuguesa, para recibir a la princesa María de Portugal, que iba a casarse con el soberano castellano. Al llegar a Valladolid el judío, el aya de la infanta Leonor, Sancha, viuda de Sancho Sánchez de Velasco, y sobrina de Álvar Núñez Osorio, hizo circular el rumor de que el rey, entonces acampado frente a Escalona, en donde tenía sitiado a Don Juan Manuel, llamaba a su hermana para casarla con su privado.
Enfurecidos por este rumor, los campesinos de los pueblos próximos a Valladolid se armaron y se presentaron a las puertas de la ciudad para impedir la salida de la infanta Leonor y dar muerte al judío Yusuf. Los vallisoletanos, siguiendo el ejemplo de los campesinos armados, sitiaron al judío y a la infanta, que se encontraban en el alcázar de Valladolid, y solicitaron la ayuda del Prior de la Orden de San Juan y de los concejos de Zamora y Toro.
Al tener noticia Alfonso XI de lo ocurrido en Valladolid, que desafiaba su autoridad, decidió partir inmediatamente hacia la capital castellana y abandonar el sitio de Escalona. Álvar Núñez Osorio, conocedor de que el protagonista de esta conspiración era el propio Don Juan Manuel, y que el alzamiento de Valladolid era una estratagema de este para hacer levantar el cerco de Escalona, le aconsejó al rey proseguir aún con mayor violencia el ataque contra Escalona. Pero el Rey, desatendiendo su consejo, se encaminó a Valladolid. Los vallisoletanos le cerraron las puertas al rey, prometiéndole abrirlas si despedía a su privado. El rey, atendiendo a algunos caballeros de su séquito, rogó a su valido que se marchara, entrando él solo en la ciudad.
Álvar Núñez Osorio se refugió en el castillo de Belver de los Montes, que había pertenecido a Juan el Tuerto, y decidió aliarse con su antiguo enemigo, Don Juan Manuel. Este último fingió que se ponía de acuerdo con él para luchar juntos contra el monarca, y como prueba de amistad solicitó del antiguo privado del rey la suma de tres cuentos para hacer frente a los gastos de su guerra privada contra Alfonso XI, rogándole al mismo tiempo que no depusiera su actitud de rebeldía.
En 1328 se celebró la boda de Alfonso XI de Castilla y la infanta María de Portugal. Entre los caballeros allí reunidos para asistir al enlace matrimonial surgió la idea de que el rey diera muerte a Álvar Núñez Osorio del mismo modo que este había matado a Juan el Tuerto. El principal conspirador era su pariente Alonso Jofre Tenorio, Almirante de Castilla y antiguo partidario del infante Felipe. En la conspiración también participaron el Prior de la Orden de San Juan, Fernán Rodríguez de Balboa y Juan Martínez de Leiva, que había sucedido a Álvar Núñez Osorio en el cargo de camarero mayor del rey.
En 1329 el almirante Alonso Jofre Tenorio le ofreció al rey los servicios de su vasallo Ramiro Flores para que este último diera muerte a Álvar Núñez Osorio. Ramiro Flores partió para Belver de los Montes, donde se había fortificado Álvar Núñez Osorio, y le dio muerte a este último después de haberle ofrecido sus servicios.
Tras el asesinato de Álvar Núñez Osorio, que tuvo lugar en 1329, todos sus títulos y posesiones volvieron al realengo. y Ramiro Flores recibió como premio por su crimen el castillo de Belver de los Montes.

## Matrimonio y descendencia
Contrajo matrimonio con Mayor Pérez, con quien tuvo una hija:
- Urraca Osorio (m. 1367). Fue la esposa de Juan Alonso Pérez de Guzmán y Coronel, y el rey Pedro la mandó quemar viva en Sevilla por enfado que tenía con su hijo, Juan Alonso Pérez de Guzmán y Osorio, señor de Sanlúcar y conde de Niebla.